# リヒャルト・コルヘア
リヒャルト・コルヘア（Richard Korherr、1903年10月30日 - 1989年11月24日）は、ドイツの統計学者であり、第二次世界大戦中のナチス親衛隊(SS)の統計局の主任統計官である。最終的に親衛隊少佐まで昇進した。

## 生涯
コルヘアは、1903年10月30日にバイエルン州レーゲンスブルクで生まれた。1926年に博士号を取得し、アドルフ・ヒトラーの台頭までは帝国統計局に勤務していた。1930年から1933年までバイエルンの反分離主義者の「帝国と故郷」委員会の議長(Vorsitzender)を務め、カトリック政党であるバイエルン人民党の党員になった。1934年1月1日、コルヘアが所属する部門はバイエルン統計局に移管された。1935年から1940年まで、ヴュルツブルクの統計局長を務めた。ドイツのポーランド侵攻により第二次世界大戦が勃発した後の1940年12月9日、親衛隊全国指導者のハインリヒ・ヒムラーはコルヘアを親衛隊全国指導者のオフィスに連れて行き、再定住の進捗状況の調査を命じた。コルヘアとSSとの信じられないような問題は、独ソ戦でのドイツ軍の進軍が止められてからであり、その結果、コルヘアに帰せられる最も非難される統計が生まれた。

## コルヘア報告
第二次世界大戦中、コルヘアはヒムラーの依頼で、1937年から1942年12月までに「特別処置」（Sonderbehandlung。SSのコードネームで「大量殺人」のこと）の対象となったヨーロッパのユダヤ人の数を計算した。コルヘアは1943年1月にコルヘア報告を完成させ、同年3月23日に親衛隊中佐のルドルフ・ブラントに手渡した。この報告は、ドイツとその占領下のヨーロッパにおける、ユダヤ人の人口の現象に反映されるホロコーストの進行状況に関する16ページの文書だった。その中には、1943年の最初の3か月間における国外追放に関する7ページも含まれていた。この報告は、"Die Endlösung der Judenfrage"（ユダヤ人問題の最終的解決）というタイトルで発表された。コルヘアは、ユダヤ人の人口は400万人減少し、そのうち127万4166人が「特別措置」によって収容所に送られたと計算した。「127万4166人」という正確な数字は、親衛隊少佐ヘルマン・ヘフレが1943年1月11日に送ったヘフレ電報にも現れ、どちらもドイツ交通局が収集したデータを使用したことを示唆している。ヒムラーはこの文書をコルヘアに返し、犯罪行為を隠蔽するために「特別措置」という言葉をもっと婉曲な言い方にするように要求した。コルヘアはこの言葉を、通過収容所(Durchgangslager)を「通過」したことを示唆する"Durchgeschleust"に置き換えた。コルヘア報告の要約は、ブラントによってアドルフ・ヒトラーに届けられた。

## 戦後
戦後、コルヘアは国家公務員として自動逮捕の対象となり、1945年から1946年にかけて勾留されたが、ニュルンベルク裁判にはかけられなかった。これは、コルヘア報告が公表されていなかったためである。また、コルヘアは、1945年以前には「絶滅」について聞いたことがないと主張した。
後にコルヘアは西ドイツの連邦財務省に勤務した。1959年から1962年にかけて、エアランゲン＝ニュルンベルク大学で講義を行った。
コルヘアは1989年11月24日にニーダーザクセン州ブラウンシュヴァイクで死去した。86歳だった。